# Tricked
Pour plus de détails, voir Fiche technique et Distribution.
Tricked (Steekspel) est un film néerlandais co-écrit et réalisé par Paul Verhoeven et sorti en 2012.
Il s'agit d'un film expérimental développé avec du contenu généré par les utilisateurs au sein du programme Entertainment Experience.

## Synopsis
Un quinquagénaire, brillant homme d'affaires et incorrigible coureur de jupons, se sent trahi par ses associés et par d'anciennes maîtresses...

## Fiche technique
- Titre original : Steekspel (litt. « Joute »)
- Titre français : Tricked (litt. « Dupé »)
- Réalisation : Paul Verhoeven
- Scénario : Kim van Kooten, Paul Verhoeven et Robert Alberdingk Thijm
- Musique : Fons Merkies
- Directeurs de la photographie : Lennert Hillege et Richard Van Oosterhout
- Montage : Job ter Burg
- Décors : Roland de Groot
- Direction artistique : Maarten Piersma
- Costumes : Yan Tax
- Production : René Mioch et Justus Verkerk
- Société de production : FCCE
- Distribution :  Amstelfilm (Pays-Bas), D Street Releasing (Etats-Unis), M6 Vidéo (France)[1]
- Pays d'origine :  Pays-Bas
- Format : Couleurs - 35 mm
- Genre : drame
- Durée : 55 minutes
- Dates de sortie[2] :
  - Italie : 10 novembre 2012 (Festival international du film de Rome)
  - Pays-Bas : 28 mars 2013
  - France : 2 avril 2014[1] (vidéo)

## Distribution
- Peter Blok : Remco
- Robert de Hoog : Tobias
- Sallie Harmsen : Nadja
- Gaite Jansen : Merel
- Ricky Koole : Ineke
- Carolien Spoor : Lieke
- Jochum ten Haaf : Wim
- Pieter Tiddens : Fred
- Ronald van Elderen : Gijs

## Production

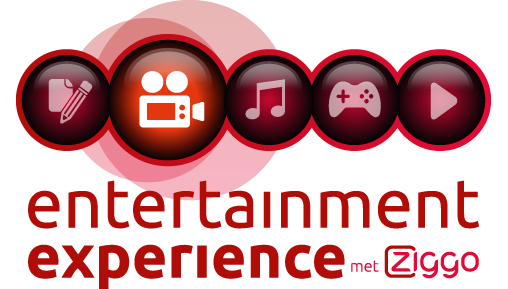
Le logo du projet Entertainment Experience.

### Développement
Après Black Book (2006), Paul Verhoeven peine à trouver le financement de ses projets. En septembre 2011, il lance le projet Entertainment Experience dans son pays natal, les Pays-Bas, inspiré du crowdsourcing. Le projet est développé grâce à Justus Verkerk, CCO de la société de production néerlandaise FCCE. Grâce à un site Internet, il recueille des ressources humaines pour ses deux projets en cours : musique, casting d’acteurs, scénario, etc. 
L'actrice néerlandaise Kim van Kooten écrit les premières minutes du scénario, validées par le réalisateur. Les internautes doivent alors développer le reste de l'intrigue. Tout est ensuite encadré par des professionnels. Paul Verhoeven tourne régulièrement les scènes, au fur et à mesure que le scénario est validé par les internautes. La création du film a fait l'objet d'une série documentaire de 150 épisodes diffusée sur la chaîne néerlandaise Veronica.
Le tournage des premières séquences débute dans le plus grand secret, sans que les internautes aient connaissance du nom des acteurs, pour ne pas influencer leurs choix futurs. En parallèle, plusieurs internautes ont tourné leur propre version du script final, certains avec des jouets — notamment des poupées Barbie. Une version compilant les films des internautes a été diffusée sur le web. Justus Verkerk précise cependant que « nous les avons bien sûr laissé faire. Même si pour éviter tout problème de propriété intellectuelle, nous avons une posture claire dans nos conditions générales : les droits de tout ce qui est posté sur la plateforme nous reviennent ».

### Tournage
Le tournage a eu lieu notamment à Haarlem aux Pays-Bas.

## Sortie
Paul Verhoeven réalise une version d'environ 50 minutes, précédée d'un documentaire sur Entertainment Experience. Les distributeurs néerlandais ont été assez surpris par le film mais le producteur Justus Verkerk espère un succès grâce à l'étranger. Ainsi, le film est présenté en avril 2013 au festival du film de TriBeCa à New York.